# Time Walker
Time Walker (ook bekend als Being from Another Planet) is een Amerikaanse B-film uit 1982. De film werd geregisseerd door Tom Kennedy.

## Verhaal
Douglas McCadden, een professor aan een universiteit in Californië, verkent de tombe van de oude Egyptische koning Toetanchamon. Terwijl hij binnen is, vindt een aardbeving plaats. De aardbeving doet een muur instorten, waarachter zich een verborgen kamer blijkt te bevinden. In deze kamer vindt McCadden een mummie in een stenen sarcofaag. Wat McCadden niet weet is dat deze mummie niet het lichaam is van een oude Egyptenaar, maar een buitenaards wezen die zich in een schijndode toestand bevindt.
De mummie wordt naar de universiteit gebracht, en McCadden laat hem onderzoeken door Dr. Ken Melrose. Student Peter Sharpe neemt wat röntgenfoto’s van de mummie, en ontdekt derhalve dat er vijf kristallen zijn verborgen vlak bij het hoofd van de mummie. Hij steelt de kristallen, en verkoopt er vier aan een paar medestudenten (zonder hen te vertellen waar hij ze vandaan heeft). De röntgenstraling brengt echter zowel de alien als de giftige groene schimmel op zijn lichaam weer tot leven.
De volgende dag houd McCadden een persconferentie over zijn ontdekking. Ze ontdekken dat de mummie weg is, en dat een van de studenten een vinger is kwijtgeraakt door de vleesetende schimmel. Melrose en Dr. Hayworth onderzoeken de schimmel. Ondertussen jaagt de mummie op de studenten die zijn kristallen bezitten, daar deze onderdeel zijn van een voor hem cruciaal intergalactisch transportsysteem. Al snel worden veel studenten dood of zwaargewond gevonden, en men denkt dat er een seriemoordenaar aan het werk is.
McCadden vertaalt wat hiërogliefen van de sarcofaag. Hierin leest hij dat Toetanchamon de alien had gevonden in een coma-achtige staat. Zij dachten dat alien een god was. De giftige schimmel op de alien kostte Toetanchamon en een paar van zijn dienaren het leven, waarna ze allemaal werden begraven in hetzelfde graf. McCadden leest tevens over de kristallen, en confronteert Sharpe met zijn ontdekking. Die bekend de diefstal, en geeft McCadden het enige kristal dat hij zelf had gehouden.
In de climax van de film belandden McCadden, Rossmore, Serrano, twee studenten, een beveiligingsagent en de mummie allemaal in een boilerkamer, waar de alien bezig is zijn transportsysteem te bouwen. Hij activeert het apparaat met het laatste kristal, waarna hij zijn windsels afwerpt en zijn ware vorm toont. De agent probeert de alien neer te schieten, maar raakt per ongeluk McCadden. De alien pakt McCadden bij de hand, en de twee verdwijnen in het niets. Op de plaats waar ze stonden ligt enkel nog een kristal, dat door Serrano wordt opgeraapt. Maar het kristal blijkt de schimmel te bevatten, die meteen Serrano’s hand aantast.

## Rolverdeling
| Acteur             | Personage               |
| ------------------ | ----------------------- |
| Ben Murphy         | Prof. Douglas McCadden  |
| Michelle Avonne    | Sarah                   |
| Nina Axelrod       | Susie Fuller            |
| Kevin Brophy       | Peter Sharpe            |
| Robert Random      | Jack Parker             |
| James Karen        | Dr. Wendell J. Rossmore |
| Sam Chew Jr.       | Serrano                 |
| Vanna Bonta        | Student in Lab          |
| Melissa Prophet    | Jennie                  |
| Austin Stoker      | Dr. Ken Melrose         |
| Gerard Prendergast | Greg                    |

## Achtergrond
Time Walker werd onder zijn tweede titel, “Being from Another Planet”, bespot in de televisieserie Mystery Science Theater 3000.